# Polissja Zjytomyr
Polissja Zjytomyr (Oekraïens: Полісся Житомир) was een Oekraïense voetbalclub uit Zjytomyr. 

## Geschiedenis
De club werd opgericht in 1959 en ging dat jaar van start in de tweede klasse van de toenmalige Sovjet-Unie. De club speelde er vier jaar in de middenmoot en eindigde in 1962 als vijfde, de beste plaats tot dan toe. Door competitiehervorming moest de club vanaf 1963 in de derde klasse spelen. In 1964 eindigde de club derde en in 1967 werden ze kampioen waardoor ze terug promotie konden afdwingen naar de tweede klasse. De club werd bij de club vierde in zijn groep, net als in 1969. Door een nieuwe competitiehervorming moest de club vanaf 1970 opnieuw van start in de derde klasse. De eerste jaren eindigde de club steevast in de subtop en vanaf halverwege de jaren zeventig in de betere middenmoot. Buiten 1985 en 1986 toen de club redelijk vanonder eindigde was de club jaren een stevige middenmoter. Nadat de derde klasse in 1990 werd teruggebracht naar drie reeksen moest de club van start in de vierde klasse. 
Na de Oekraïense onafhankelijkheid ging de club van start in de Oekraïense tweede klasse, maar degradeerde meteen. Na één seizoen kon de club terugkeren en speelde daar tot 2000. Ook nu kon de club na één seizoen terugkeren en werd in 2002 zelfs vierde. Hierna ging het bergaf en in 2004 en 2005 werd de club laatste, waarop de club ontbonden werd.
Voor het seizoen van 2023/24 komt de club uit op het hoogste niveau.

## Naamswijzigingen
- 1959: Dinamo Zjitomir
- 1959—1960: Avangard Zjitomir
- 1960—1966: Polesje Zjitomir
- 1967—1976: Avtomobilist Zjitomir
- 1977—1988: Spartak Zjitomir
- 1989—1991: Polesje Zjitomir
- 1992—1997: Chimik Zjytomyr
- 1997—2005: Polissja Zjytomir

## Seizoensresultaten vanaf 2017
| Seizoen | Competitie           | Niveau | Eindstand | Beker        | Opmerking                                                                         |
| ------- | -------------------- | ------ | --------- | ------------ | --------------------------------------------------------------------------------- |
| 2016/17 | Amateur Liha Groep 2 | IV     | 6         | --           | Toegelaten tot profvoetbal.                                                       |
| 2017/18 | Droeha Liha Groep A  | III    | 8         | 1e ronde     |                                                                                   |
| 2018/19 | Droeha Liha Groep A  | III    | 3         | 3e ronde     |                                                                                   |
| 2019/20 | Droeha Liha Groep A  | III    | 2         | 2e ronde     |                                                                                   |
| 2020/21 | Persja Liha          | II     | 11        | 1e ronde     |                                                                                   |
| 2021/22 | Persja Liha          | II     | 9         | 8e finale    | Gespeeld tot kwartfinale i.v.m. Russische inval                                   |
| 2022/23 | Persja Liha          | II     | 1         | --           | Ligatopscorer > Pylyp Boedkivskyj (14); Geen bekertoernooi i.v.m. Russische inval |
| 2023/24 | Premjer Liha         | I      | 5         | 8e finale    |                                                                                   |
| 2024/25 | Premjer Liha         | I      | 4         | halve finale |                                                                                   |
| 2025/26 | Premjer Liha         | I      | .         |              |                                                                                   |

## Polissja in Europa
Uitslagen vanuit gezichtspunt Polissja 
| Seizoen | Competitie        | Ronde | Land               | Club               | Totaalscore | 1e W     | 2e W     | PUC |
| ------- | ----------------- | ----- | ------------------ | ------------------ | ----------- | -------- | -------- | --- |
| 2024/25 | Conference League | 2Q    | Vlag van Slovenië  | Olimpija Ljubljana | 1-4         | 0-2 (U)  | 1-2 (T)* | 0.0 |
| 2025/26 | Conference League | 2Q    | Vlag van Andorra   | FC Santa Coloma    | 5-3         | 1-2 (T)* | 4-1 (U)  | 2.0 |
|         |                   | 3Q    | Vlag van Hongarije | Paksi SE           | 4-2         | 3-0 (T)* | 1-2 (U)  | 2.0 |
|         |                   | PO    | Vlag van Italië    | ACF Fiorentina     | -           | (T)*     | (U)      | 2.0 |

Totaal aantal punten voor UEFA coëfficiënten: 2.0
- 2024/25: I.v.m. de Russische inval in Oekraïne werd de thuiswedstrijden in het Poolse Gliwice gespeeld.
- 2025/26: I.v.m. de Russische inval in Oekraïne worden de thuiswedstrijden in het Slowaakse Prešov gespeeld.

Zie ook
- Deelnemers UEFA-toernooien Oekraïne
- Ranglijst van alle clubs die in de diverse Europa Cups zijn uitgekomen

Epitsentr ·
Dynamo Kiev · 
Karpaty Lviv ·
Kolos Kovalivka · 
FC Kudrivka ·
Kryvbas Kryvy Rih · 
SC Poltava · 
LNZ Tsjerkasy · 
Livyi Bereh ·
Metalist 1925 Charkiv ·
Obolon · 
Oleksandrija · 
Polissja Zjytomyr · 
Roech Lviv · 
Sjachtar Donetsk · 
Veres Rivne · 
Zorja Loehansk